# صلاح الدين البشير
صلاح الدين محمد عبد الرحمن البشير (مواليد عام 1966 في عمان) سياسي أردني شغل منصب وزير الخارجية من 2007 حتى 2009 ومنصب وزير الدولة لمراقبة الأداء الحكومي من 7 نيسان إلى 3 تموز 2005 ومنصب وزير العدل إلى جانب منصب وزير الدولة لشؤون رئاسة الوزراء  من عام 2003 إلى عام 2005 ومنصب وزير الصناعة والتجارة من عام 2001 إلى عام 2003. نال البكالوريوس في القانون من الجامعة الاردنية عام 1987 والماجستير في القانون من جامعة هارفارد عام 1988 والدكتوراه في القانون من جامعة مكغيل عام 1996. متزوج وله ولدين.